# Бирюлька
Бирю́лька — село в Качугском районе Иркутской области. Административный центр Бирюльского муниципального образования.

## Название
Название села происходит от эвенкийского названия протекающей рядом речки Бира, что в переводе означает река, которое на русском языке получила пренебрежительное название Бирюлька. По мнению журналиста и краеведа из Иркутска Геннадия Бутакова, название имеет якутские корни и происходит от слова бурула — журчать, барыла — обильный, барылас — шумящий или же бурулуй — образующий воронки.

## География
Расположено на правом берегу Лены, в месте впадения в неё реки Бирюльки, в 33 км к юго-востоку от районного центра, посёлка городского типа Качуг.

## Климат
Климат — резко континентальный, с холодной продолжительной зимой и коротким жарким летом. Самый холодный месяц январь (-42 С), самый жаркий июль (+ 30 С).

## История
Село основано в 1668 году группой из 16 семей пашенных крестьян под руководством Степана Александрова и Михаила Костякова. Столенником Якутского воеводства Оничковым на этом месте был выделен земельный участок для пашни, в количестве 16 десятин, в среднем по одной десятине на семью.
В в 1672 году в Бирюльке жило 16 семей: 7 семей ссыльных пашенных крестьян и 9 семей из «вольных», а в 1699 году за счёт новых переселенцев и естественного прироста в селе проживало уже 42 семьи. В дальнейшем здесь образовалась Бирюльская волость Якутского воеводства. Зимой 1691—1692 годов крестьяне села бунтовали против самоуправства местного приказчика Павла Холецкого, пока не добились своего. Во главе восставших стояли Василий Седых со своими сыновьями и Степан Синьков.
Во время Гражданской войны при отступлении белых войск в конце февраля 1920 года части 3-го Барнаульского Сибирского стрелкового полка и 11-го Оренбургского казачьего полка под общим командованием генерал-майора Сукина вступили в Бирюльке в бой с партизанским отрядом красных под командованием Нестора Александровича Каландаришвили. Партизаны  отбросили белых и принудили их к отступлению в обход села.
До 1934 года в Бирюльке была проведена коллективизация крестьянских хозяйств.
В 1948 году была образована машинно-тракторная станция (МТС). Появились трактора, комбайны, тракторные сеялки и другие сельхозмашины.
В 1955 году Бирюльская школа стала десятилеткой.
В 1960 году построено новое здание средней школы.
В 1961 году образован совхоз «Ангинский» (населённые пункты Бирюлька, Малая Тарель, Кукуй входили в отделение № 9).
В 1963 году совхоз «Ангинский» был разукреплён, из него выделен совхоз «Бирюльский» с 6-ю отделениями.
В 1974 году построено здание Дома культуры.
В 1979 году в селе появилось телевещание.
В 1985—1989 годах велось строительство нового жилья.
В 1995 году в селе открылись коммерческие магазины.
В 2015 году построены мост через реку Лена и мост через реку Бирюлька. Возведён пешеходный мост.

## Население
| 2002 | 2010 | 2011 | 2012 |
| ---- | ---- | ---- | ---- |
| 871  | ↘606 | ↘604 | ↘592 |

## Экономика
На протяжении веков в деревне велось строительство мелких речных судов типа шитик, которые активно использовались на верхней Лене.
На данный момент крупных и малых предприятий в селе нет. Население живёт в основном за счёт личного подсобного хозяйства. Имеются 14 индивидуальных предпринимателей, проживающих за пределами села, которые занимаются лесозаготовками и 4 крестьянских фермерских хозяйства.

## Достопримечательности
Недалеко от села находится место археологических раскопок могильника Мокрушинский. Работы ведутся с 1980-х годов студентами-археологами.

## Религия
Со дня основания всего в селе было построено 5 церквей. Ни одна из них не сохранилась.

## Транспорт
Автомобильного транспорта в селе нет. Автобусное сообщение между районным центром посёлком Качуг и селом Бирюлька осуществляется автобусом два раза в неделю: в понедельник и вторник. Маршрутное такси осуществляет ежедневные перевозки в п. Качуг и в г. Иркутск и обратно.
Зимой в селе устраивается зимник через реку Лену. Это самый верхний переход через Лену.

## Известные люди
В селе прошли детские годы археолога и историка Алексея Окладникова.